# Düwag GT6
Düwag GT6 е модел трамваи, произвеждан през 50-те и 60-те години на 20-и век от германската компания „Düwag“ („Düsseldorfer Waggonfabrik“).

## История
През 1956 г. в град Дюселдорф в Германия е започнала експлоатацията на трамваите Düwag GT6. След това е започнала експлоатация и в други градове и страни.

## Конструкция
Трамваят Düwag GT6 е шестосен (оттам е цифрата 6 в означението) с една кабина и две секции, разделени от тясно съчленение. Има три или четири врати. Мотрисата разполага с два тягови двигателя. Водещи са първата и последната талига. Има три вида спирачки – магнитно-релсова, електрическа (стоянъчна) и ръчна.
В салона вляво са разположени двойни седалки, в дясната част – единични.
Мотрисата може да се експлоатира заедно с ремарке тип Düwag В4. Ширината на талигите е 1435 mm, но има и с ширина 1000 mm.

## Düwag GT6 в София
В София има десет броя мотриси. Всичките са произведени през 1959 г. и са доставени като втора употреба от Бон през 1995 г. Инвентарните им номера са от 4231 до 4240 и са част от трамвайно депо „Искър“, като обслужват линия 22. Изведени са от експлоатация в края на 2017 г.